# رجل التحويلات
رجل التحويلات أو رجل الحوالات هو مصطلح تاريخي للمهاجر، غالبًا من بريطانيا إلى مستعمرة، يتلقى مبالغ محولة له بإنتظام من موطنه لتدعمه على المعيشة في المهجر أو المنفى، على توقع أن يبقى بعيدًا عن وطنه.
لاحظ أنه في هذا السياق، يتم إرسال الأموال في الاتجاه المعاكس للاستخدام المعتاد اليوم لمصطلح حوالات، التي تعني الأموال التي يرسلها المهاجرون إلى بلدانهم الأصلية.

## تعريفات
تم تعريف «رجل التحويلات» في الموسوعة الكندية على أنه «مصطلح كان يستخدم على نطاق واسع، خاصة في الغرب قبل الحرب العالمية الأولى، للمهاجر البريطاني الذي يعيش في كندا بأموال أرسلتها له عائلته الموجودة في إنجلترا، عادة لضمان عدم عودته إلى المنزل وتصبح مصدر إحراج».
يضيف قاموس أكسفورد للغة الإنجليزية: «يقصد به المهاجر غير المرغوب فيه من وطنه، وأيضًا يتم إطلاق التسمية على النطاق الأوسع أو الأشمل للمهاجر بصفة عامة». تم توثيق مصطلح «رجل التحويلات» لأول مرة عام 1874، كمصطلح استعماري. أحد الاقتباسات التي ظهر بها المصطلح هي مسرحية ت. س. إليوت لعام 1958 (The Elder Statesman)، حيث يقاوم ابن شخصية البطل محاولات والده للعثور على وظيفة له: «مكان ما حيث يسخر الجميع من زميله من لندن. (الليمي) حيث كان عمله بحّار» ومصطلح ليمي هو أحد المصطلحات التي كان يتم إستخدامها للإشارة إلى البحارة المهاجرين البريطانيين. يعطي قاموس أكسفورد للغة الإنجليزية «المحول» كشكل آخر من المصطلحات. حيث يعود المصطلح إلى عام 1750.